# Anne Baxter
Anne Baxter (Michigan City, Indiana, 7 de maig de 1923 - Nova York, 12 de desembre de 1985) va ser una actriu estatunidenca guanyadora del premi Oscar.

## Biografia
Els seus pares eren Kenneth Stuart Baxter i Catherine Wright. El seu avi matern era l'arquitecte Frank Lloyd Wright. El seu pare va ser un prominent executiu de la Seagrams Distillery i ella es va criar enmig de la sofisticació i el luxe a Nova York. A l'edat de 10 anys va assistir a una obra de Broadway protagonitzada per Helen Hayes i va quedar tan impressionada que li va dir a la seva família que es volia convertir en una actriu. A l'edat de 13 anys ja havia actuat a Broadway, a Nova York, ciutat a la que la seva família s'havia traslladat des d'Indiana. Per perfeccionar les seves aptituds interpretatives, Anne va estudiar a l'Escola teatral de Theodora Irvine, on va rebre classes de Maria Uspénskaia.
A finals dels anys 30 va intentar provar fortuna en el món del cinema i després d'efectuar una prova va aconseguir ser contractada pels estudis de la 20th Century Fox el 1940. Per al paper de Mrs Dewinter a Rebecca, Baxter va realitzar una prova de càmera, però va perdre contra Joan Fontaine, perquè el director Alfred Hitchcock la considerava "massa jove" per interpretar el personatge. La força d'aquest primer acostament al món del cinema va provocar que Baxter, amb només 16 anys, signés el seu primer contracte per 7 anys amb la 20th Century Fox. La seva primera aparició cinematogràfica va ser a la pel·lícula 20 Mule Team (1940). Va ser elegida per Orson Welles per tal que actués a Els magnífics Amberson, basada en la novel·la de Booth Tarkington. Al cap de poc Baxter va tenir un paper protagonista a The Razor's Edge (1946), per la qual va guanyar l'Oscar a la millor actriu secundària.
El 1947 es va casar amb l'actor John Hodiak, a qui havia conegut en el rodatge de Sunday dinner for a soldier (1944), una pel·lícula realitzada per Lloyd Bacon. Posteriorment tornarien a coincidir a Homecoming (1948), títol dirigit per Mervyn LeRoy. El matrimoni Hodiak es trencaria el 1953. La dècada va culminar amb títols com The luck of the irish (1948) de Henry Koster, o Yellow Sky (1948), un western de William A. Wellman coprotagonitzat per Gregory Peck i Richard Widmark.
El 1950 va intervenir en una altra de les seves pel·lícules més recordades, l'obra mestra dirigida per Joseph L. Mankiewicz Tot sobre Eva. Per la seva interpretació d'Eve Harris seria nominada a l'Oscar. Tot sobre Eva va ser el brillant inici d'un decenni que resultaria inferior tant en qualitat com en quantitat al precedent. Els seus títols més destacats van ser The Blue Gardenia (1953) de Fritz Lang, I Confess (1953) d'Alfred Hitchcock, Els Deu Manaments (1956) de Cecil B. De Mille, i Chase a Crooked Shadow (1958) de Michael Anderson.
Amb l'arribada dels anys 60, Anne Baxter es va anar allunyant del cinema, apareixent en molt comptades ocasions a la pantalla gran i en productes de baixa qualitat, amb algunes excepcions com Cimarron (1960) d'Anthony Mann. Va tornar a les seves arrels teatrals i va trobar un bon lloc en la televisió, on va intervenir en diverses sèries, entre elles la coneguda Hotel.
Pel que fa a la seva vida personal, el 1960 es va casar per segona vegada amb el ranxer australià Randolph Galt, amb qui va conviure nou anys. El seu últim marit va ser David Klee, banquer que va morir el 1978 després d'un any de vida marital. La mort d'Anne es va produir el 12 de desembre de 1985 a Nova York a causa d'un aneurisma cerebral a l'edat de 62 anys.

## Filmografia

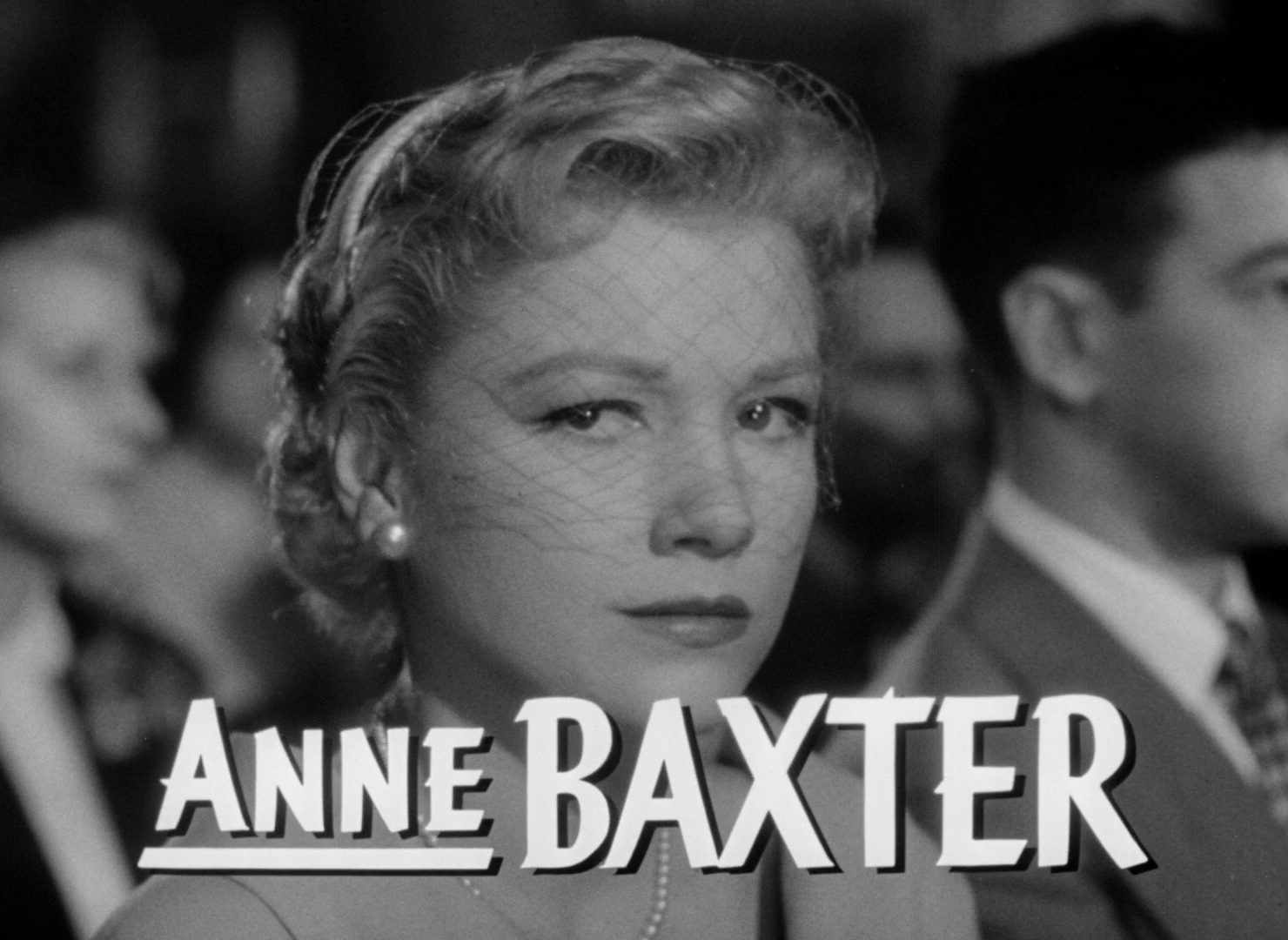
Anne Baxter a I Confess (1953).

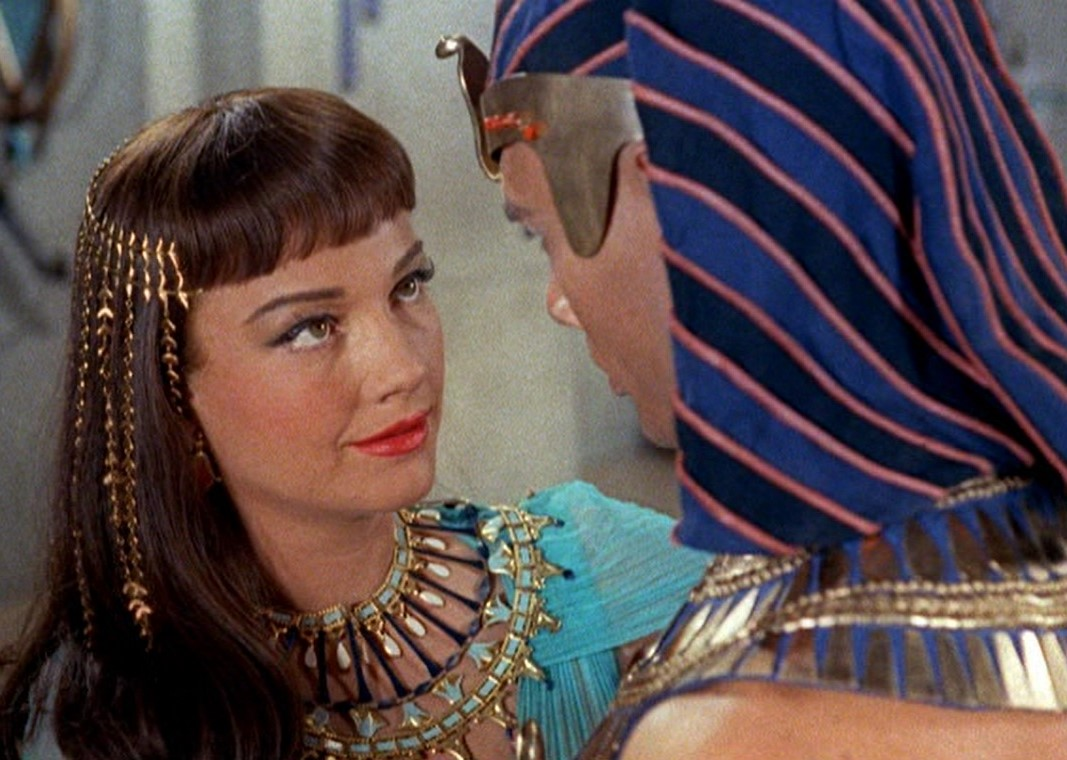
Anne Baxter i Yul Brynner a Els Deu Manaments (1956).

| - 20 Mule Team (1940) - The Great Profile (1940) - Charley's Aunt (1941) - Swamp Water (1941) - The Pied Piper (1942) - Els magnífics Amberson (The Magnificent Ambersons) (1942) - Crash Dive (1943) - Five Graves to Cairo (1943) - The North Star (1943) - The Fighting Sullivans (1944) - The Eve of St. Mark (1944) - Sunday Dinner for a Soldier (1944) - Guest in the House (1944) - A Royal Scandal (1945) - Smoky (1946) - El diable i jo (Angel on My Shoulder) (1946) - The Razor's Edge (1946) - Blaze of Noon (1947) - Mother Wore Tights (1947) (narradora) - Homecoming (1948) - The Walls of Jericho (1948) - The Luck of the Irish (1948) - Yellow Sky (1949) - You're My Everything (1949) - A Ticket to Tomahawk (1950) - Tot sobre Eva (All About Eve) (1950) - Follow the Sun (1951) | - The Outcasts of Poker Flat (1952) - O. Henry's Full House (1952) - My Wife's Best Friend (1952) - I Confess (1953) - The Blue Gardenia (1953) - Carnival Story (1954) - Bedevilled (1955) - One Desire (1955) - The Spoilers (1955) - The Come On (1956) - Els Deu Manaments (The Ten Commandments) (1956) - Chase a Crooked Shadow (1957) - La llei dels forts (Three Violent People) (1957) - Summer of the Seventeenth Doll (1959) - Cimarron (1960) - The DuPont Show with June Allyson, com a Louise a The Dance Man (CBS, 1960) - Mix Me a Person (1962) - La gata negra (Walk on the Wild Side) (1962) - The Family Jewels (1965) (cameo) - Seven Vengeful Women (11966) - The Busy Body (1967) - The Late Liz (1971) - Setge de foc (Fools' Parade) (1971) - Columbo, 7 episodis (1973) - Jane Austen in Manhattan (1980) - Sherlock Holmes i les màscares de la mort (1984 |

## Premis i nominacions

### Premis
- 1947: Oscar a la millor actriu secundària per The Razor's Edge
- 1947: Globus d'Or a la millor actriu secundària per The Razor's Edge

### Nominacions
- 1951: Oscar a la millor actriu per Tot sobre Eva
- 1969: Primetime Emmy a la millor actriu per The Name of the Game